# Arthur Capell
Arthur Capell (ur. 28 marca 1902 w Sydney, zm. 10 sierpnia 1986 tamże) – australijski językoznawca, antropolog, etnograf i duchowny anglikański. Jako lingwista specjalizował się w językach austronezyjskich, australijskich i papuaskich.

## Życiorys
W 1919 roku podjął studia z zakresu języka greckiego i łaciny na Uniwersytecie w Sydney. Ukończył je w 1922 roku. W 1931 roku uzyskał magisterium. W 1935 roku opuścił Australię i rozpoczął studia doktoranckie w Londynie. Doktoryzował się w 1938 r. na podstawie rozprawy The Linguistic Position of South-Eastern Papua.
Prowadził szeroko zakrojone badania naukowe nad językami austronezyjskimi, australijskimi i papuaskimi. W dziedzinie austronezystyki koncentrował się na regionie Melanezji, ale zajmował się także językami mikronezyjskimi, polinezyjskimi i zachodnioaustronezyjskimi. Autor szeregu opisów lingwistycznych, socjolingwistycznych i komparatystycznych oraz słowników (m.in. języka fidżyjskiego i palau). Poruszał także zagadnienia teoretyczne i problematykę polityki językowej.